# Mouvement chrétien de libération
Le Mouvement chrétien de libération, en espagnol Movimiento Cristiano Liberación ou MCL,  est une organisation politique cubaine opposée au gouvernement communiste. Le Mouvement a été créé en 1988 par des militants catholiques dont Oswaldo Payá Sardiñas qui en assure la direction jusqu’à sa mort en 2012. Eduardo Cardet lui succède alors.

## Présentation
Proche de l’église catholique cubaine le mouvement propose un message démocrate-chrétien. Le Mouvement chrétien de libération (MCL) milite pour un changement pacifique et démocratique à Cuba et le respect de la dignité humaine. Ces évolutions politiques doivent être obtenues, des autorités cubaines, par la voie légale.
Le Mouvement chrétien de libération est à l’origine de plusieurs études pour promouvoir la démocratie à Cuba : « Un Cubain, un vote », « Plébiscite maintenant! », Projet Varela, « Loi de la Réunion nationale » (Projet Heredia), « La voie du peuple », « Programme All Cuban », « Feuille de route pour le changement », « Projet Amnesty Law », « Dialogue national », « Déclaration de la liberté des Cubains ». Le Projet Varela, en 2002, est l’initiative la plus connue du MCL. Après avoir recueilli le nombre de signatures nécessaires, conformément à la constitution cubaine de 1976, il est demandé l'organisation d'un référendum afin de soumettre au peuple cubain cinq propositions, permettant l'organisation d'élections libres, l'amnistie des prisonniers politiques et le respect des libertés d'association et d'expression. Les autorités de Cuba refuse d’organiser cette consultation .
Lors des élections de 2018, le MCL estime ses élus potentiels à 70 députés si le principe « Un cubain, un vote » avait été respecté.

## Répression
Le Parti communiste cubain est le seul autorisé à Cuba ainsi le Mouvement chrétien de libération est interdit. Érika Guevara-Rosas d’Amnesty international déclare en mars 2017 que les autorités cubaines « harcèlent et tentent d’intimider les membres du Mouvement ».
Ainsi à la suite du Projet Varela, pendant le Printemps noir en 2003, une répression politique à l'encontre des dissidents, dix sept d’entre eux, sur les soixante-quinze arrêtés, sont membres du MCL.
En mars 2017, Eduardo Cardet, coordinateur national du MCL est condamné à trois ans de prison après avoir critiqué Fidel Castro, quelques jours après la mort de ce dernier en novembre 2016.